# سيموس

عاكس سيموس

أشباه الموصّلات ذات الأكاسيد المعدنية المُتتامة (بالإنجليزية: Complementary Metal Oxide Semiconductor اختصاراً CMOS)‏ وتقرأ سيموس، هي تقنية مستخدمة في بناء الدوائر الإلكترونية المتكاملة. تحتوي شريحة CMOS على معالج دقيق ( معالج دقيق) ومتحكم دقيق ( متحكم دقيق)وذاكرة عشوائية ساكنة ( ذاكرة الوصول العشوائي الساكنة) بالإضافة إلى أنواع أخرى من دوائر المنطق الرقمي.يستخدم ال CMOS العديد من الدوائر التناظرية مثل أجهزة استشعار الصور(CMOS sensor) ومحولات البيانات وأجهزة الإرسال والاستقبال لعدد من الانواع المختلفة من انظمة الاتصالات.
يشار ال CMOS أيضا ب complementary-symmetry metal–oxide–semiconductor أي ب ال شبه الموصل المتكامل التناظري.و ذلك بسبب حقيقة ان التصميم يستخدم ازواج متماثلة ومتناظرة  من ال شبه موصل مشوب and شبه موصل مشوب من خلال (MOSFETs) (موسفت)
أهم مميزات اجهزة ال CMOS هي ممانعة الضوضاء والتقليل من استهلاك الطاقة كما ان طاقته لا تستهلك بالحرارة.

## نبذة تاريخية
بعد أن تم اختراع ترانزستورات موسفت ضمن مخابر بل عام 1959 على يد كلا المهندسين محمد محمد عطا الله وداون كانغ،
ثُمَّ قام شي تاي يانغ وفرانك وانلاس بمعالجة وجمع نوعي الترانزستور (P-MOS و N-MOS) لينتج لدينا شبه الموصل ذا الأكاسيد المتكاملة (المتتامة) (سيموس) وذلك في مصنع فيرتشايلد لأشباه الموصلات عام 1963 ليحصل على براءة اختراع ذات الرقم U.S. patent #3,356,858
استثمرت الإذاعة الاميركية هذا المنتج بشكل تجاري وأطلقت عليه اسم (COS-MOS) وذلك في أواخر الستينيات من القرن العشرين مما دفع بالمُصنعين الآخرين لتبني اسم آخر لهذه التقنية فأطلق عليه (CMOS) وتم اعتماده كاسم رسمي بداية السبعينيات من ذات القرن.
وقد زاد الطلب على هذا النوع من الترانزستورات حتى تعدى الطلب على ترانزستورات N-MOS وتم استخدامه في تصنيع وحدات VLSI؛ ومنذ عام 2011 أصبحت أغلب الوحدات المدمجة الرقمية منها والتشابهية تصنع من تقنية سيموس.

## طريقة الصناعة
تم تصنيع ال CMOS من خلال ان ال  PMOS transistors ان ليها مدخل من مصدر جهد كهربائي أو من خلال PMOS اخر. أيضا جميع ال  NMOS لديهم مدخل من خط التأريض أو من خلال NMOS اخر.
طريقة تركيب ال PMOS transistor تنتج كمية مقاومة قليلة بين المصدر وبوابة التصريف عند تطبيق مصدر كهربائي قليل الكمية، وينشأ مقاومة عالية عند تطبيق مصدر عالي الجهد الكهربائي. من جهة اخري طريقة تركيب وتشكيل NMOS تنشأ حالة معاكسة للحالة السابقة بحيث تنشا مقاومة عالية عند تطبيق مصدر كهربائي قليل الكمية.
طريقة التوصيل أو التنظيم في ال CMOS تحقق تقليل ل التيار من خلال ربط كل nMOSFET و  pMOSFET وربط بواباتهم معا (gates) وربط بوبات تصريفهم معا.فرق جهد كهربائي عالي يطبق على ال gates يسبب توصيل وربط (conduct) ل ال  nMOSFET وعدم ربط وتوصيل ل pMOSFET , بينما تطبيق جهد كهربائي قليل يسبب (reverse). طريقة التوصيل هذه تسبب تقليل كبير في كمية الطاقة المستهلكة والحرارة المُشعة.
في خلال مرحلة التشغيل نوعي ال (MOSFETs) يكونون في حالة التوصيل (conduct).
الطاقة المستخدمة في تشغيل ودعم ال، Ground(GND) Vdd , Vss Vcc اعتمادا على ال المصنع.

### الثنائية (Duality)
من أهم خصائص دائرة ال CMOS الثنائية أو الازدواجية الموجودة بين ال PMOS وال NMOS .تم إنشاء ال CMOS بحيث يسمح بتواجد مسار دائم من المخرج اما للارض أو لمصدر الطاقة.

### بوابات المنطق الرقمي (Logic)
بعض بوبات المنطق الرقمي التي تحتوي على ( بوابة اقتران و بوابة اختيار) تحتاج ل التلاعب ب في المسارات بين ال (gates) لانشاء نتيجة المنطق الرقمي.عند وجود مسار يتكون م transistors ) متصلين على التوالي، كلاهما يجيب ان يحتوي على كمية مقاومة قليلة منسجمة مع مصدر الطاقة لانشاء (بوابة اقتران gate), وفي حالة توصيل two transistor على التوازي كلاهما أو أحد (ما يجيب ان يتكون من مقاومة قليلة لانشاء (بوابة اختيار).
إحدى أهم خصائص ال CMOS على ال NMOS انهُ في حالة الانتقال من اعلى قيمة إلى اقل قيمة وبالعكس يكون اسرع بسبب وجود دارة وقف (pull up transistor) من نوع (PMOS) لها مقاومة قليلة عند التشغيل.بخلاف دائرة الحمل المتوافرة في NMOS .
للمزيد  Logical effort لحساب التأخر (time delay) في دوائر ال CMOS.

## استهلاك الطاقة
يستهلك طاقة قليلة مقارنة ب NMOS وال PMOS وذلك لان استهلاكه للطاقة فقط في حالة التشغيل أي انه لا يستهلك طاقة الا وهو يعمل على خلاف النوعيين الاخريين.نتيجة لذلك أصبح استهلاك الطاقة ليس من العوامل التي تهم في التصنيع والإنشاء انما السرعة والمساحة المطلوبة.

## مجال درجة الحرارة
النوع الاساسي من ال CMOS يتحمل حرارة من  −55 ° إلى +125 درجة مؤوية.لكن هنالك بعض التعديلات على ال CMOS بحيث يعمل حتى درجة حرارة −233 °C

## مواضيع متعلقة
- بيوس